# Ивичест буревестник
Ивичест буревестник (Calonectris leucomelas) е вид птица от семейство Procellariidae.

## Разпространение и местообитание
Разпространен е в Австралия, Бруней, Виетнам, Гуам, Източен Тимор, Индонезия, Китай, Малайзия, Микронезия, Палау, Папуа Нова Гвинея, Русия, Северна Корея, Северни Мариански острови, Соломоновите острови, Тайланд, Филипините, Южна Корея и Япония.